# Jan Šubelj
Jan Šubelj (Ljubljana, 13. rujna 2004.) je slovenski šahist i najmlađi slovenski šahovski velemajstor, od 2022. godine.
U srpnju 2020. stekao je naslov međunarodnog majstora, kao najmlađi Slovenac do tada.
Nastupio je na 46. Šahovskoj olimpijadi u Budimpešti, kao dio slovenske momčadi. Iste godine (2024.) postao je državnim prvakom Slovenije.